# Mapa topogràfic

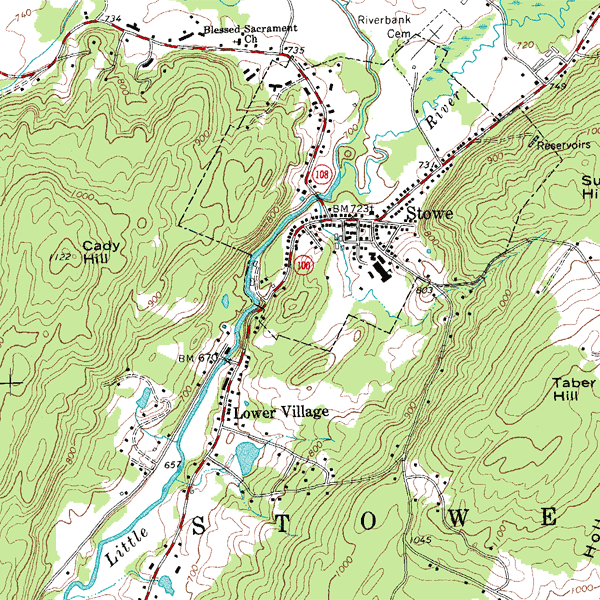
Detall d'un mapa topogràfic amb corbes de nivell.

Topografia del Mont Logan, Quebec, Canadà

Un mapa topogràfic és un mapa amb informació bàsica d’un territori que també serveix de base per a elaborar la cartografia temàtica. El mapa topogràfic posa especial èmfasi en la precisió planimètrica (X,Y) i altimètrica (Z). en la morfologia del relleu (corbes de nivell: isohipses/isobates) i els elements necessaris per a garantir una bona navegació pel territori: límits administratius, poblacions, fonts, cims, rius, carreteres i toponímia entre d'altres.
El mapa topogràfic és una representació gràfica, a escala, d'una àrea determinada de la superfície terrestre incloent-hi el relleu (orografia), els rius i les valls (hidrografia), els pobles i ciutats, els camins i les carreteres, els límits administratius, etc. Aquesta representació és fruit d'un procés d'interpretació de tots els elements territorials i de l'aplicació d'un llenguatge d'expressió gràfica. Com més gran és l'àrea que es vol representar i més petita l'escala, aquest procés és més selectiu i més generalitzador: els elements representats perden precisió en favor d'una visió global i coherent del territori, tot conservant les seves posicions relatives.

## Característiques principals
Un mapa topogràfic és un mapa, normalment de mitjana o gran escala, que representa principalment la topografia d'un territori, és a dir, el conjunt dels principals accidents i trets morfològics que el caracteritzen.
El terme mapa topogràfic, en un sentit ampli, expressa sobretot els productes més o menys primaris, d'escales relativament grans, resultants generalment dels aixecaments topogràfics (o fotogramètrics) del territori, del què mostra sobretot la seva configuració general, i per tant, tant la planimetria com l'altimetria, però també la localització, forma i dimensions d’elements concrets, visibles, fixos i durables de la zona que representen. Però en un sentit més concret, el terme mapa topogràfic fa sovint referència a un document oficial bàsic de cartografia, que cobreix sistemàticament, amb una mateixa escala i uns determinats criteris establerts, tot el territori propi de l'administració corresponent.
Un mapa topogràfic és un mapa qaue inclou l’orografia, la hidrografia, la xarxa de comunicacions, les entitats de població i d’activitat econòmica, les divisions administratives i els usos generals del sòl d’un territori.
La característica distintiva d’un mapa topogràfic és l’ús de línies de contorn d’elevació per mostrar la forma de la superfície terrestre. Els contorns d’elevació són línies imaginàries que connecten punts que tenen la mateixa elevació a la superfície del terreny per sobre o per sota d’una superfície de referència, que sol ser el nivell mitjà del mar. Els contorns permeten mostrar l’alçada i la forma de les muntanyes, les profunditats del fons oceànic i el pendent dels vessants. Els mapes topogràfics també mostren altres tipus d'elements geogràfics, incloses les carreteres, línies de ferrocarrils, rius, rieres, llacs, límits polítics i administratius, noms de llocs (topònims) i altres elements i accidents geogràfics, muntanyes, valls i molts més.

## Tipologies
El mapa topogràfic de gran escala (1:100, 1:200, 1:500, 1:1 000, 1:10 000) constitueix sobretot un mapa base, document primari conseqüència de l'aixecament topogràfic o fotogramètric del territori. Els mapes generals d'escala molt més reduïda (1:500 000, 1:1 000 000, etc.), són ja més rarament anomenats topogràfics, i constitueixen els mapes derivats i simplificats (de grans regions, de països extensos, de continents) del que se'n deriven a la vegada molts altres mapes generals encara molt més sintètics d'ús didàctic i divulgatiu (mapa físic, mapa polític), que serveixen freqüentment de base a altres productes cartogràfics que entren ja de ple, sobretot, dins la diversificada tipologia dels mapes temàtics.

## Escala d’un mapa
Relació constant entre la distància horitzontal entre dos punts mesurada en un mapa i la distància entre aquests mateixos dos punts mesurada en el terreny real, en les mateixes unitats. L'escala informa sobre les vegades que s'ha reduït la realitat del terreny en representar-la al mapa. En la publicació d’un mapa s'utilitzen escales gràfiques, que es conserven en ampliar o disminuir la mida del mapa, i escales numèriques (p. ex., 1:25.000), que no es conserven en variar la mida del mapa.

## Aixecament topogràfic
És el conjunt d'operacions destinades a representar geomètricament una extensió de terreny. Un aixecament topogràfic pot ser planimètric, si dona la projecció horitzontal d'uns punts escollits sobre un pla de referència, o altimètric, si en dona les cotes o les corbes de nivell. Si l'aixecament és altimètric i planimètric alhora, rep el nom d'aixecament taquimètric.